# Forum Novum
Forum Novum war eine antike römische Ortschaft, etwa 50 km nördlich von Rom im Land der Sabiner gelegen. Der Ort ist der Vorläufer des späteren Vescovìo. Er wird mehrmals bei antiken Autoren erwähnt und scheint eine Gründung des 3. oder 2. Jahrhunderts v. Chr. gewesen zu sein. Plinius der Ältere erwähnt den Ort. Nach dem Liber coloniarum wurde die Siedlung unter Kaiser Augustus (regierte 31 v. Chr. bis 14 n. Chr.) zu einer Stadt (Municipium). Die Stadt bestand zum größten Teil nur aus öffentlichen Gebäuden, ohne nennenswerte Einwohner. Der Ort fungierte offensichtlich als regionales Zentrum.
Aus dem Ort und seiner Umgebung stammen etwa 200 Inschriften, die bezeugen, dass in der Gegend zahlreiche bedeutende Römer lebten. Ausgrabungen fanden in den 1970er und 1980er Jahren durch die Soprintendenza der Region Latium statt. Es konnte vor allem ein Forum mit Tempeln und einer Basilika lokalisiert werden, dagegen fanden sich so gut wie keine Wohnbauten. Am Forum gab es einen der Venus geweihten Tempel, der wahrscheinlich unter Augustus gebaut wurde. 1999 fanden geomagnetische Untersuchungen unter der Leitung der British School at Rome statt, die ein klareres Bild der Siedlung ergaben. Daran anschließend gab es einige kleinere Ausgrabungen, die das Alter und den Aufbau einiger Bauten klärten. Es fanden sich Reste eines Amphitheaters und von Bädern sowie eine größere Villa etwa 150 m nördlich davon. Das Amphitheater, das schon länger durch eine Inschrift bezeugt war, nach der eine Freigelassene namens Iulia Hilaria Spiele ausrichtete, bestand aus einer ovalen Holzkonstruktion. Der Bau scheint bis an das Ende des 2. Jahrhunderts n. Chr. in Betrieb gewesen zu sein. Amphitheater aus Holz sind durch literarische Quellen gut bekannt, aber nur wenige sind archäologisch nachweisbar.
Der Ort liegt in einer Gegend, die reich an antiken Villen ist. Er liegt etwa 6 km vom Tiber entfernt und an keiner wichtigen Straße. Forum Novum scheint nur als lokaler Marktflecken und Verwaltungsort für die umliegenden Villen fungiert zu haben. Grabmäler fanden sich nahe am Forum, was wiederum dafür spricht, dass es hier keine Wohnbauten gab, da sich im römischen Reich Grabmäler in der Regel außerhalb von Siedlungen befanden. In der Spätantike war der Ort auch ein Bischofssitz. Paulus Foronovanis ist als Bischof für das Jahr 465 bezeugt. In dieser Zeit verlagerte sich das Zentrum des Ortes vom Forum zu der nördlich davon gelegenen Kirche.
Inschriften bezeugen, dass der Ort einen lokalen Senat hatte, der als Centumviri bezeichnet wurde. Es gab in der Stadtverwaltung Duoviri als leitende Beamte. Die Stadtbewohner bezeichneten sich als Foronovani. Zu den bedeutenden Familien, die aus der Gegend stammen, gehören die Aurelier; auch die Familie des Gaius Sosius scheint hier eine Villa gehabt zu haben.